# Der Hohenberg
Koordinaten: 49° 53′ 30″ N, 8° 11′ 28″ O
Das Naturschutzgebiet Der Hohenberg liegt im Landkreis Mainz-Bingen in Rheinland-Pfalz.
Das 22 ha große Gebiet, das im Jahr 1990 unter Naturschutz gestellt wurde, erstreckt sich südwestlich der Stadt Nieder-Olm und nordwestlich der Ortsgemeinde Sörgenloch entlang der Selz. Unweit westlich verlaufen die A 63 und die Landesstraße L 401. Die L 432 verläuft unweit nördlich und östlich.
Das Gebiet, das im LSG „Selztal“ liegt, umfasst einen Bereich der Selzniederung mit naturnahem Bachlauf, Gräben, Gebüschen und Baumreihen sowie mit naturnahen Böschungen und Rainen. Dazu gehören reich strukturierte Hangbereiche.